# Ricardo Viveros Kilman
Ricardo Javier Viveros Kilman (Concepción, Chile, 21 de abril de 1975) es un exfutbolista chileno y actual entrenador de fútbol. Jugaba de delantero y se retiró el 2009 en la Universidad de Concepción de la Primera División de Chile.

## Trayectoria
Es un exjugador nacido en las divisiones inferiores de Huachipato, posteriormente jugó en Deportes Temuco, Argentinos Juniors, Colo-Colo y O'Higgins.
En el 2002 ficha por Universidad de Concepción donde se consagró como uno de sus máximos goleadores, con 1 gol en Liguilla Pre-Sudamericana, 2 goles Internacionales, 15 en 1°B y 41 en 1°A.
El segundo semestre del año 2009, tras terminar su contrato con el club, se le ofrece seguir ligado a la institución como entrenador de la serie sub-16. Para luego ser Jefe Técnico de las selecciones menores.
En agosto de 2019 firma como nuevo entrenador del club Nacimiento de la Tercera División B de Chile.

## Clubes

### Como jugador
| Club                      | País      | Año       |
| ------------------------- | --------- | --------- |
| Huachipato                | Chile     | 1994-1997 |
| Deportes Temuco           | Chile     | 1998      |
| Argentinos Juniors        | Argentina | 1998      |
| Colo-Colo                 | Chile     | 1999      |
| O'Higgins                 | Chile     | 2000      |
| Universidad de Concepción | Chile     | 2001-2009 |

### Como entrenador
| Club                                     | País  | Año       |
| ---------------------------------------- | ----- | --------- |
| Universidad de Concepción (Fútbol Joven) | Chile | 2009-2019 |
| Nacimiento                               | Chile | 2019-2021 |

## Palmarés

### Como jugador
| Título     | Club                      | País  | Año     |
| ---------- | ------------------------- | ----- | ------- |
| Copa Chile | Universidad de Concepción | Chile | 2008-09 |